# Rob Pike
Pour les articles homonymes, voir Pike.
Rob Pike, né en 1956, est un ingénieur en informatique. C'est un ancien chercheur des Laboratoires Bell et un ancien ingénieur de Google. Il fait partie des créateurs du langage de programmation Go. Il a aussi écrit de nombreux ouvrages. Il est marié à Renée French, auteure reconnue de bandes dessinées de livres pour la jeunesse.

## Travaux

### Systèmes d'exploitation
Rob Pike était membre de l'équipe travaillant sur Unix à partir de la huitième édition, il fut aussi impliqué dans la création de Plan 9 from Bell Labs et d'Inferno.

### Outils
Il est l'auteur de l'éditeur de texte Sam, l'environnement de développement Acme et le gestionnaire de fenêtres rio, pour le système d'exploitation Plan 9 from Bell Labs.

### Limbo
Il a lancé le langage de programmation Limbo avec Sean Doward et Phil Winterbottom

### Autres
Il a travaillé sur Blit, un terminal graphique.
Il est aussi coauteur de l'UTF-8 avec Kenneth Thompson lors d'un dîner aux alentours de septembre 1992 pour le système d'exploitation Plan 9 sur lequel ils travaillaient.

### Quelques ouvrages et textes
- Plan 9 from Bell Labs, Rob Pike, Dave Presotto, Sean Dorward, Bob Flandrena, Ken Thompson, Howard Trickey et Phil Winterbottom, 1995.
- Programming in Limbo, Sean Dorward et Rob Pike, 1997.
- The Unix Programming Environment, Brian W. Kernighan et Rob Pike, 1984.
- The Practice of Programming, Brian W. Kernighan et Rob Pike, 1999.

Une bibliographie complète des écrits de Rob Pike est disponible dans la section Liens.